# Pycnogaster cucullatus
Pycnogaster cucullatus är en insektsart som först beskrevs av Toussaint de Charpentier 1825.  Pycnogaster cucullatus ingår i släktet Pycnogaster och familjen vårtbitare. Inga underarter finns listade i Catalogue of Life.